# Kelebuh
Kelebuh is een bestuurslaag in het regentschap Centraal-Lombok van de provincie West-Nusa Tenggara, Indonesië. Kelebuh telt 6794 inwoners (volkstelling 2010).